# Слабинська сільська рада
Сла́бинська сільська́ ра́да — орган місцевого самоврядування у Чернігівському районі Чернігівської області. Адміністративний центр — село Слабин.

## Загальні відомості
Слабинська сільська рада утворена в 1919 році.
- Територія ради: 66,3 км²
- Населення ради: 821 особа (станом на 2001 рік)

## Населені пункти
Сільській раді підпорядковані населені пункти:
- с. Слабин
- с. Мажугівка
- с.  Якубівка

## Склад ради
Рада складається з 12 депутатів та голови.
- Голова ради: Красков Сергій Михайлович
- Секретар ради: Горбатенко Ольга Михайлівна

### Керівний склад попередніх скликань
| ПІБ                       | Основні відомості                                                               | Дата обрання | Дата звільнення |
| ------------------------- | ------------------------------------------------------------------------------- | ------------ | --------------- |
| Шкурко Михайло Михайлович | Сільський голова, 1955 року народження, освіта вища, безпартійний               | 26.03.2006   | 31.10.2010      |
| Шкурко Михайло Михайлович | Сільський голова, 1955 року народження, освіта вища, член Партії регіонів       | 31.10.2010   | 14.06.2013      |
| Красков Сергій Михайлович | Сільський голова, 1970 року народження, освіта середня спеціальна, безпартійний | 25.05.2014   |                 |

Примітка: таблиця складена за даними джерела

### Депутати
За результатами місцевих виборів 2010 року депутатами ради стали:

#### За суб'єктами висування
| Суб'єкт висування | Кількість обраних депутатів | %  |
| ----------------- | --------------------------- | -- |
| Партія регіонів   | 6                           | 50 |
| Самовисування     | 6                           | 50 |

#### За округами
| № округу        | Прізвище, ім'я, по батькові       | Дата визнання обраним | Освіта  | Партійна приналежність | Відомості про обраного депутата                          |
| --------------- | --------------------------------- | --------------------- | ------- | ---------------------- | -------------------------------------------------------- |
| Партія регіонів |                                   |                       |         |                        |                                                          |
| 1               | Вікторовський Віктор Васильович   | 04.11.2010            | вища    | позапартійний          | пенсіонер                                                |
| 2               | Красков Сергій Михайлович         | 04.11.2010            | середня | позапартійний          | Корпорація «Укртрансбуд» м. Чернігів, механік            |
| 4               | Тур Віктор Михайлович             | 04.11.2010            | вища    | позапартійний          | Слабинська загальноосвітня школа, вчитель                |
| 7               | Сахновський Валерій Петрович      | 04.11.2010            | вища    | позапартійний          | Слабинська загальноосвітня школа, вчитель                |
| 9               | Навозенко Василь Дмитрович        | 04.11.2010            | середня | позапартійний          | Слабинська загальноосвітня школа, водій                  |
| 10              | Горбатенко Ольга Михайлівна       | 04.11.2010            | вища    | позапартійна           | Слабинська сільська рада, секретар                       |
| Самовисування   |                                   |                       |         |                        |                                                          |
| 3               | Шило Сергій Васильович            | 04.11.2010            | вища    | позапартійний          | тимчасово не працює                                      |
| 5               | Кукса Тамара Григорівна           | 04.11.2010            | середня | позапартійна           | Слабинська сільська рада, бухгалтер                      |
| 6               | Шидловський Володимир Миколайович | 04.11.2010            | вища    | позапартійний          | ТОВ «Слабинське», охоронець                              |
| 8               | Швець Галина Іванівна             | 04.11.2010            | середня | позапартійна           | Слабинська сільська рада, касир                          |
| 11              | Минута Олександр Іванович         | 04.11.2010            | середня | позапартійний          | ЧСПТАРЗ м. Чернігів УГМНС в Чернігівській області, водій |
| 12              | Сиза Катерина Іванівна            | 04.11.2010            | вища    | позапартійна           | ТОВ «Слабинське», агроном                                |